# سیارک ۲۵۸۹۳
سیارک ۲۵۸۹۳ (به انگلیسی: 25893 Sugihara، نامگذاری:2000WR9) بیست و پنج هزار و هشتصد و نود و سومین سیارک کشف شده‌است که در ۱۹ نوامبر ۲۰۰۰ کشف شد.
قدر مطلق سیارک برابر ۵۳.۶ است.